# San Clemente (Guanajuato)
San Clemente es una localidad del estado mexicano de Guanajuato. Es parte del municipio de Romita.

## Toponimia
El nombre de la población hace referencia al santo patrono de la localidad: Clemente de Roma.

## Demografía
| Gráfica de evolución demográfica |
|                                  |

| Censo | Población |
| ----- | --------- |
| 1900  | 679       |
| 1910  | 569       |
| 1921  | 368       |
| 1930  | 428       |
| 1940  | 369       |
| 1950  | 428       |
| 1960  | 369       |
| 1970  | 541       |
| 1980  | 519       |
| 1990  | 890       |
| 2000  | 929       |
| 2010  | 941       |
| 2020  | 1 015     |